# Inverell
Inverell é uma cidade grande no norte de Nova Gales do Sul, na Austrália, situada no rio Macintyre, perto da fronteira com Queensland. É também o centro de Inverell Shire. Inverell está localizado na estrada Gwydir, nas encostas ocidentais dos Planaltos Setentrionais. No censo de 2016, a população de Inverell era de 11.660 e a população de Inverell Shire era de 16.483.